# Фокс-Гарбор
Фокс-Гарбор (англ. Fox Harbour) — містечко в Канаді, у провінції Ньюфаундленд і Лабрадор.

## Населення
За даними перепису 2016 року, містечко нараховувало 252 особи, показавши скорочення на 6,7 %, порівняно з 2011 роком. Середня густина населення становила 12,7 осіб/км².
З офіційних мов обома одночасно не володів жоден з жителів, тільки англійською — 250.
Працездатне населення становило 51,4 % усього населення, рівень безробіття — 22,2 % (22,2 % серед чоловіків та 22,2 % серед жінок). 83,3 % осіб були найманими працівниками, а 11,1 % — самозайнятими.

## Клімат
Середня річна температура становить 5,1 °C, середня максимальна — 19 °C, а середня мінімальна — −8,7 °C. Середня річна кількість опадів — 1361 мм.
| Клімат поселення                              | Клімат поселення | Клімат поселення | Клімат поселення | Клімат поселення | Клімат поселення | Клімат поселення | Клімат поселення | Клімат поселення | Клімат поселення | Клімат поселення | Клімат поселення | Клімат поселення | Клімат поселення |
| Показник                                      | Січ.             | Лют.             | Бер.             | Квіт.            | Трав.            | Черв.            | Лип.             | Серп.            | Вер.             | Жовт.            | Лист.            | Груд.            |                  |
| Середній максимум, °C                         | 0,55             | −0,13            | 2,26             | 6,30             | 10,13            | 14,10            | 17,36            | 18,97            | 15,48            | 10,88            | 6,57             | 2,34             |                  |
| Середня температура, °C                       | −3,71            | −4,39            | −2               | 2,02             | 5,87             | 9,83             | 14,25            | 15,87            | 12,37            | 7,77             | 3,47             | −0,76            |                  |
| Середній мінімум, °C                          | −7,97            | −8,66            | −6,26            | −2,23            | 1,60             | 5,57             | 11,13            | 12,76            | 9,27             | 4,67             | 0,36             | −3,87            |                  |
| Норма опадів, мм                              | 126              | 115              | 113              | 95               | 90               | 110              | 101              | 105              | 123              | 139              | 125              | 119              |                  |
| Середньомісячна швидкість вітру, м/с          | 8.27             | 7.55             | 7.12             | 6.44             | 5.65             | 5.27             | 5.10             | 5.20             | 5.79             | 6.63             | 7.32             | 7.97             |                  |
| Середньомісячна сонячна радіація, кДж/м²·день | 3952             | 6728             | 10797            | 14098            | 17271            | 19114            | 18875            | 16148            | 12123            | 7312             | 4179             | 3079             |                  |
| --------------------------------------------- | ---------------- | ---------------- | ---------------- | ---------------- | ---------------- | ---------------- | ---------------- | ---------------- | ---------------- | ---------------- | ---------------- | ---------------- | ---------------- |
| Джерело:                                      |                  |                  |                  |                  |                  |                  |                  |                  |                  |                  |                  |                  |                  |